# ناكسوس (مدينة)
ناكسوس هي مدينة تقع في جزيرة ناكسوس، مقاطعة سيكلادس، اليونان.